# Toksyczne środki przemysłowe
Toksyczne środki przemysłowe (TSP) - używane w gospodarce związki chemiczne, materiały promieniotwórcze, substancje biologiczne oraz ich odpady zatruwające środowisko naturalne.

## Podział TSP
Ze względu na zespół charakterystycznych objawów dzieli się na:
1. Substancje drażniące – wywołują podrażnienie skóry i błon śluzowych
2. Uczulające – powodują wypryski lub stany zapalne, np. formalina.
3. Duszące – powodują uszkodzenia płuc, np. chlor
4. Ogólnotrujące – przenikają przez drogi oddechowe i zakażają krew, np. cyjanowodór.
5. Neurotropowe – paraliżują układ nerwowy, np. dwusiarczek węgla.
6. Rakotwórcze – np. arsen, chrom
7. Mutagenne – powodują zmiany w genach następnych pokoleń, np. kwas azotowy.

Toksyczne środki przemysłowe mogą występować jako związki i pierwiastki chemiczne, substancje biologiczne lub radioaktywne:
- Toksyczne środki chemiczne:

większość substancji chemicznych wykorzystywana w produkcji przemysłowej stanowi zagrożenie toksyczne dla życia ludzkiego oraz posiada szkodliwy wpływ na sprzęt techniczny; często charakteryzuje się działaniem żrącym lub palnym, posiada właściwości wybuchowe lub wchodzi w gwałtowne reakcje z powietrzem lub wodą; duża liczba substancji występuje w postaci cieczy o wysokiej lotności lub pary, a kontakt z nimi może powodować krótko- lub długotrwałe niepożądane skutki dla zdrowia.
- Toksyczne odpady biologiczne:

wykorzystywanie w gospodarce i medycynie toksyczne odpady biologiczne mogą nieść za sobą ryzyko powstania skażeń biologicznych  oraz długotrwałe szkody ekologiczne; potencjalnymi źródłami są szpitale i inne ośrodki medyczne oraz naukowo-badawcze a także miejsca składowania i recyklingu produktów przemysłu farmaceutycznego lub rolniczego.
- Promieniotwórcza substancja przemysłowa:

potencjalnymi źródłami zagrożenia są: przemysł jądrowy, zakłady przetwarzające i magazynujące odpady promieniotwórcze, ośrodki badawczo-naukowe, źródła promieniowania wykorzystywane w przemyśle i medycynie, transport materiałów promieniotwórczych lub nielegalny i niekontrolowany obrót elementami ładunków jądrowych; strefy skażeń mogą powsatać w wyniku: uszkodzenia rdzenia reaktora jądrowego,  zniszczenia lub uszkodzenia instalacji reaktora jądrowego, rozrzucenia (zdyspergowania) odpadów lub źródeł promieniotwórczych.